# Juan Silveira dos Santos
Juan Silveira dos Santos (eller bare Juan) (født 1. februar 1979 i Rio de Janeiro, Brasilien) er en brasiliansk fodboldspiller, der spiller som midterforsvarer for Flamengo. Han har gennem karrieren derudover spillet for blandt andet Internacional i hjemlandet, tyske Bayer Leverkusen og AS Roma i Italien.
Med Roma vandt Juan i 2008 den italienske pokalturnering Coppa Italia.

## Landshold
Juan nåede i sin tid som landsholdsspiller (2002-2010) at spille 79 kampe og score 7 mål for Brasiliens landshold, som han debuterede for i 2002. Han har siden da repræsenteret sit land ved adskillige internationale turneringer, både VM, Copa América og Confederations Cup. Han har med sit land været med til at vinde Copa América i både 2004 og 2007, og Confederations Cup i både 2005 og 2009. 

## Titler
Coppa Italia
- 2008 med AS Roma

Copa América
- 2004 og 2007 med Brasilien

FIFA Confederations Cup
- 2005 og 2009 med Brasilien